# Ulomyia montium
Ulomyia montium är en tvåvingeart som beskrevs av Vaillant 1983. Ulomyia montium ingår i släktet Ulomyia och familjen fjärilsmyggor.
Artens utbredningsområde är Frankrike. Inga underarter finns listade i Catalogue of Life.